# Таиров (село)
Таиров (арм. Թաիրով) — село в Армавирской области Армении.

## География
Село расположено в восточой части марза, при автодороге , вблизи Международного аэропорта Звартноц, на расстоянии 30 километров к востоку от города Армавир, административного центра области. Абсолютная высота — 875 метров над уровнем моря.
Климат
Климат характеризуется как семиаридный (BSk в классификации климатов Кёппена). Среднегодовая температура воздуха составляет 12,2 °C. Средняя температура самого холодного месяца (января) составляет −2,8 °С, самого жаркого месяца (июля) — 25,6 °С. Расчётная многолетняя норма атмосферных осадков — 303 мм. Наибольшее количество осадков выпадает в мае (51 мм).

## Население
| Год переписи | Население          | Население          | Население          | Население            | Население            | Население            |
| Год переписи | Наличное население | Наличное население | Наличное население | Постоянное население | Постоянное население | Постоянное население |
| Год переписи | Всего              | Мужчины            | Женщины            | Всего                | Мужчины              | Женщины              |
| ------------ | ------------------ | ------------------ | ------------------ | -------------------- | -------------------- | -------------------- |
| 2001         | 2091               | 1015               | 1076               | 2170                 | 1067                 | 1103                 |
| 2011         | 2288               | 1084               | 1204               | 2377                 | 1145                 | 1232                 |